# Hendrick Berckman
Hendrick Berckman, né en 1629 à Klundert, et inhumé le 27 mars 1679, est un peintre de l'Âge d'or hollandais.

## Biographie
Hendrick Berckman naît en 1629 à Klundert.
Il est un élève de Thomas Willeboirts Bosschaert et de Jacob Jordaens à Anvers, et il passe quelque temps à Haarlem où il étudie avec  Philippe Wouwermans. Il est enregistré à  Leyde de 1652 à 1654, et en 1655, il s'installe à Middleburg. Bien qu'il ait reçu une formation de peintre paysagiste, il est surtout connu aujourd'hui pour ses portraits de membres respectés de l'élite.
Selon Houbraken, c'était un jeune peintre prometteur de "batalje" ou de petites pièces de combat, qui a été conseillé par Jacob Jordaens d'essayer de faire de grandes peintures, ce qu'il fait.

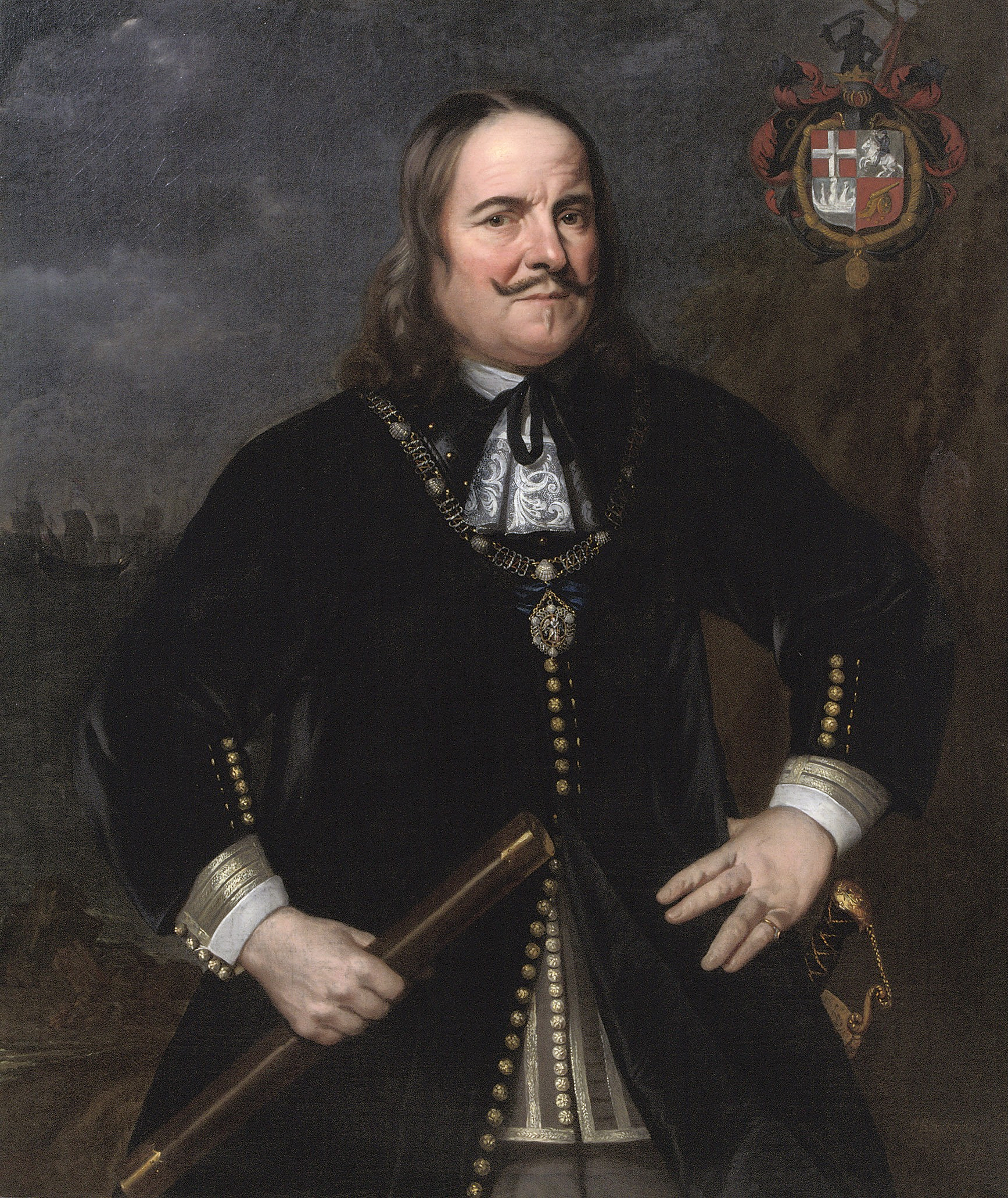
Portrait de mariage de Michiel de Ruyter, peint en 1668.
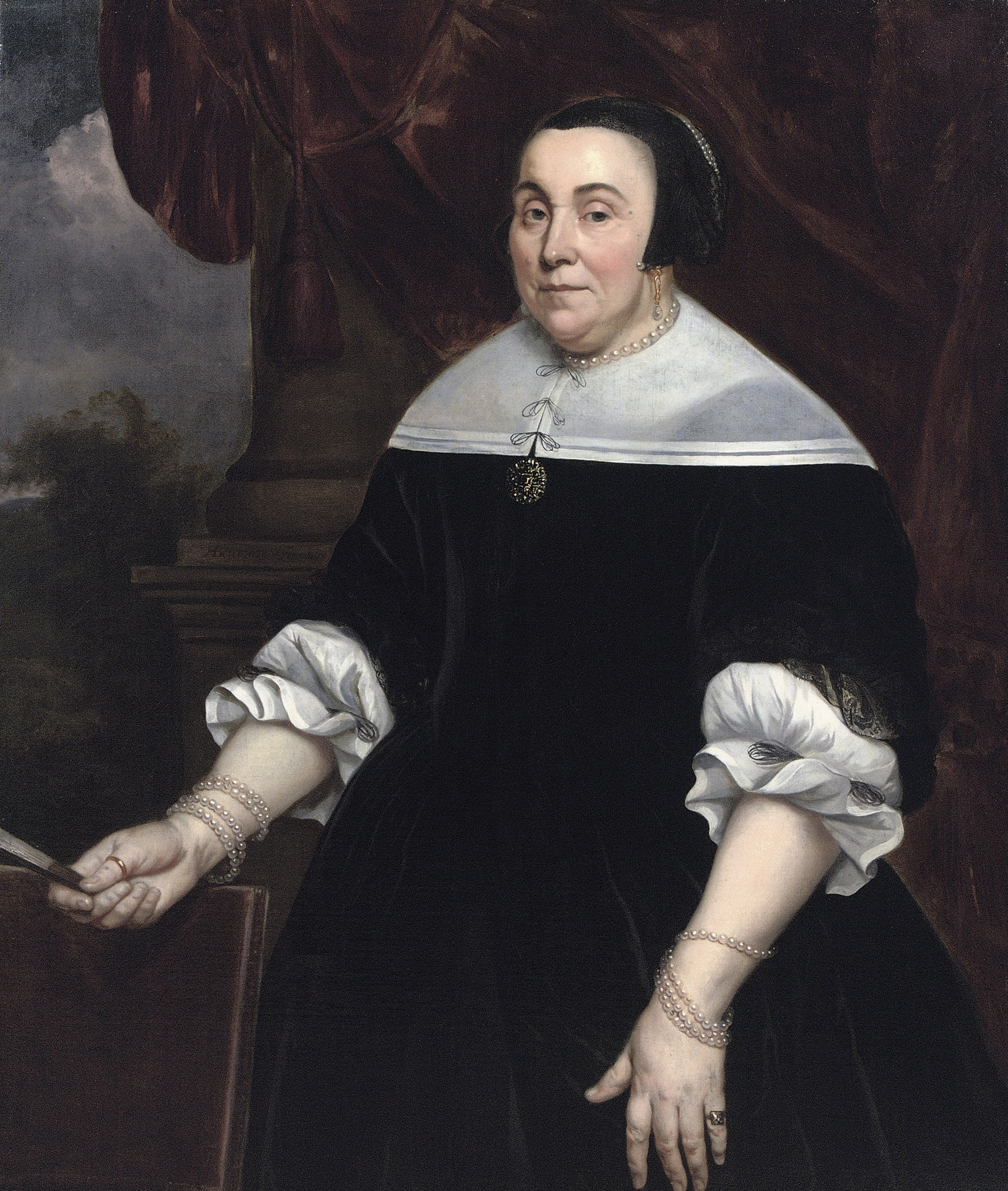
Portrait en pendentif d'Anna van Gelder, femme de De Ruyter, 1668.